# Cordal

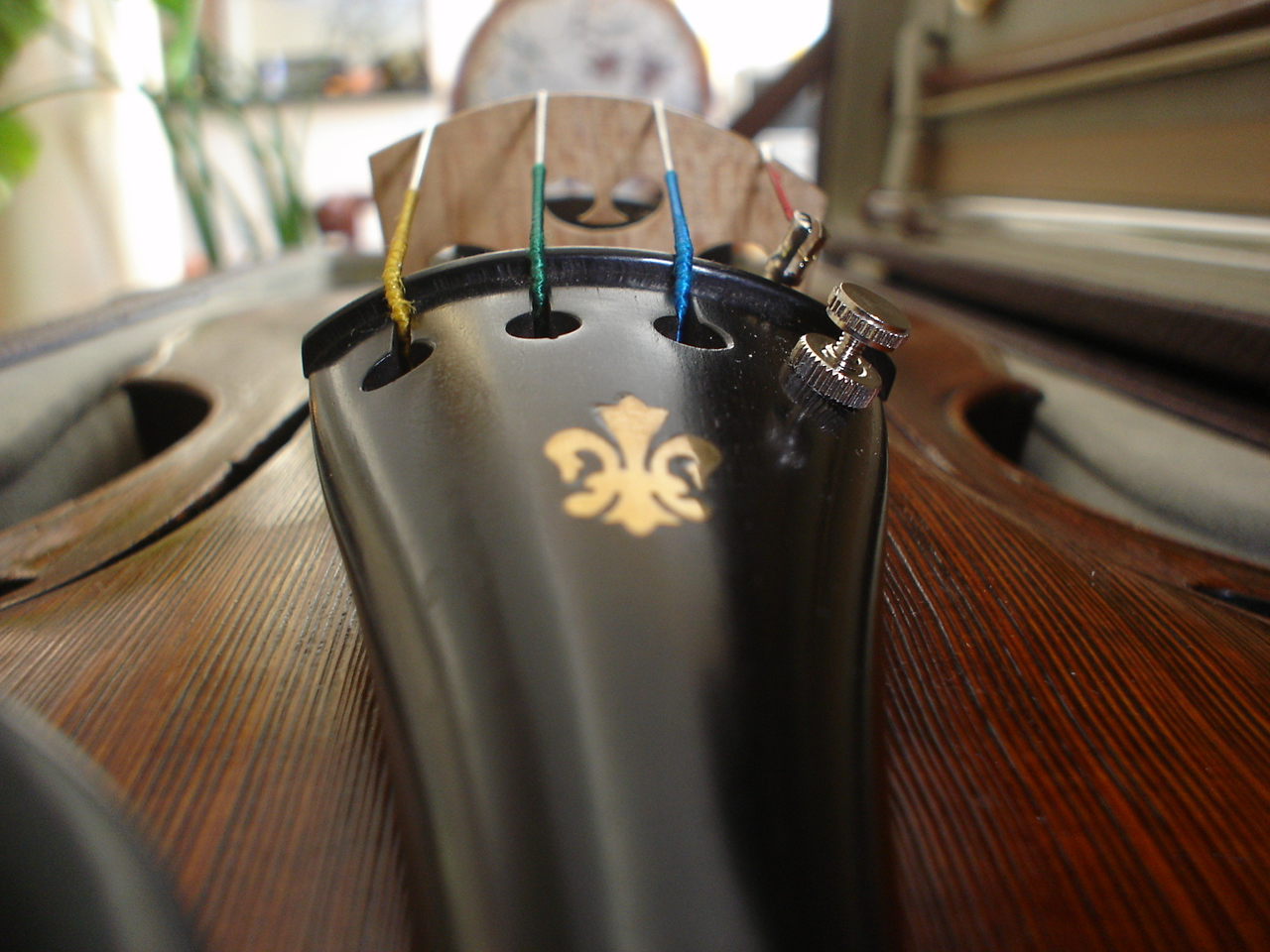
Detall del cordal d'un violí amb una flor de lis.

El cordal és, en els instruments de corda fregada, una peça en la qual se subjecten les cordes, la qual, al seu torn se subjecta a la part inferior de l'instrument.
El cordal ancora les cordes, de manera que ha de ser prou fort per suportar la seva tensió combinada. Les cordes de la família del violí o de les famílies d'instruments de viola, inclosos els contrabaixos, s'uneixen mitjançant un "tailgut" enrotllat al voltant de la punta de cua o el botó final, que es deixa entrar a la part inferior de l'instrument. Originàriament, es feien amb tripa d'animal i ajustats amb dificultat per mitjà d'un nus, ara solen ser de filferro o monofilament de niló, i s'ajusten fàcilment amb collars roscats, generalment de llautó, als extrems.